# Ranunculus humillimus
Ranunculus humillimus Duch. – gatunek rośliny z rodziny jaskrowatych (Ranunculaceae Juss.). Występuje endemicznie w Chinach, w północno-wschodnim Tybecie. 

## Morfologia
PokrójBylina.
LiścieMają owalny, okrągło owalny lub eliptyczny kształt. Mierzą 2,5–5 cm długości oraz 0,5 cm szerokości. Są skórzaste. Nasada liścia ma zaokrąglony lub ucięty kształt. Brzegi są całobrzegie. Wierzchołek jest ostry lub tępy. Ogonek liściowy jest nagi i ma 1–2,5 cm długości.
KwiatySą pojedyncze. Pojawiają się na szczytach pędów. Mają żółtą barwę. Dorastają do 9–13 mm średnicy. Mają 5 owalnych lub podłużnych działek kielicha, które dorastają do 3–4 mm długości. Mają 5 owalnych płatków o długości 5–7 mm.

## Biologia i ekologia
Rośnie na brzegach rzek. Występuje na obszarze górskim na wysokości około 5000 m n.p.m. Kwitnie w czerwcu. 